# Tina Karol
Tina Karol (ukr. Тіна Кароль), właśc. Tetiana Hryhoriwna Liberman (ukr. Тетяна Григорівна Ліберман; ur. 25 stycznia 1985 w Orotukanie) – ukraińska piosenkarka, aktorka i prezenterka telewizyjna, była wokalistka orkiestry armii ukraińskiej. Zasłużona Artystka Ukrainy.

## Rodzina i edukacja
Urodziła się w Orotukanie w obwodzie Magadańskim. Jest córką Ukrainki i Żyda, Grigorija Libermana. W wieku sześciu lat przeprowadziła się do Iwano-Frankiwska na Ukrainie. Jak przyznaje w wywiadach, z powodu żydowskiego pochodzenia była często dyskryminowana w szkole.
Ukończyła naukę w szkole muzycznej oraz na Wydziale Wokalnym Instytutu Muzyki im. R.M. Gliera w Kijowie, gdzie uczyła się śpiewania popowego. Na czwartym roku studiów muzycznych otrzymała stypendium od Rady Najwyższej Ukrainy.

## Kariera
Jako nastolatka przez cztery lata występowała w Kijowskiej filii zespołu wokalno-tanecznego, będącego częścią Agencji Żydowskiej. W 2000 wyjechała z zespołem do Stanów Zjednoczonych. W czasie nauki w szkole została solistką Zespołu Pieśni i Tańca Ukraińskich Oddziałów Zbrojnych.

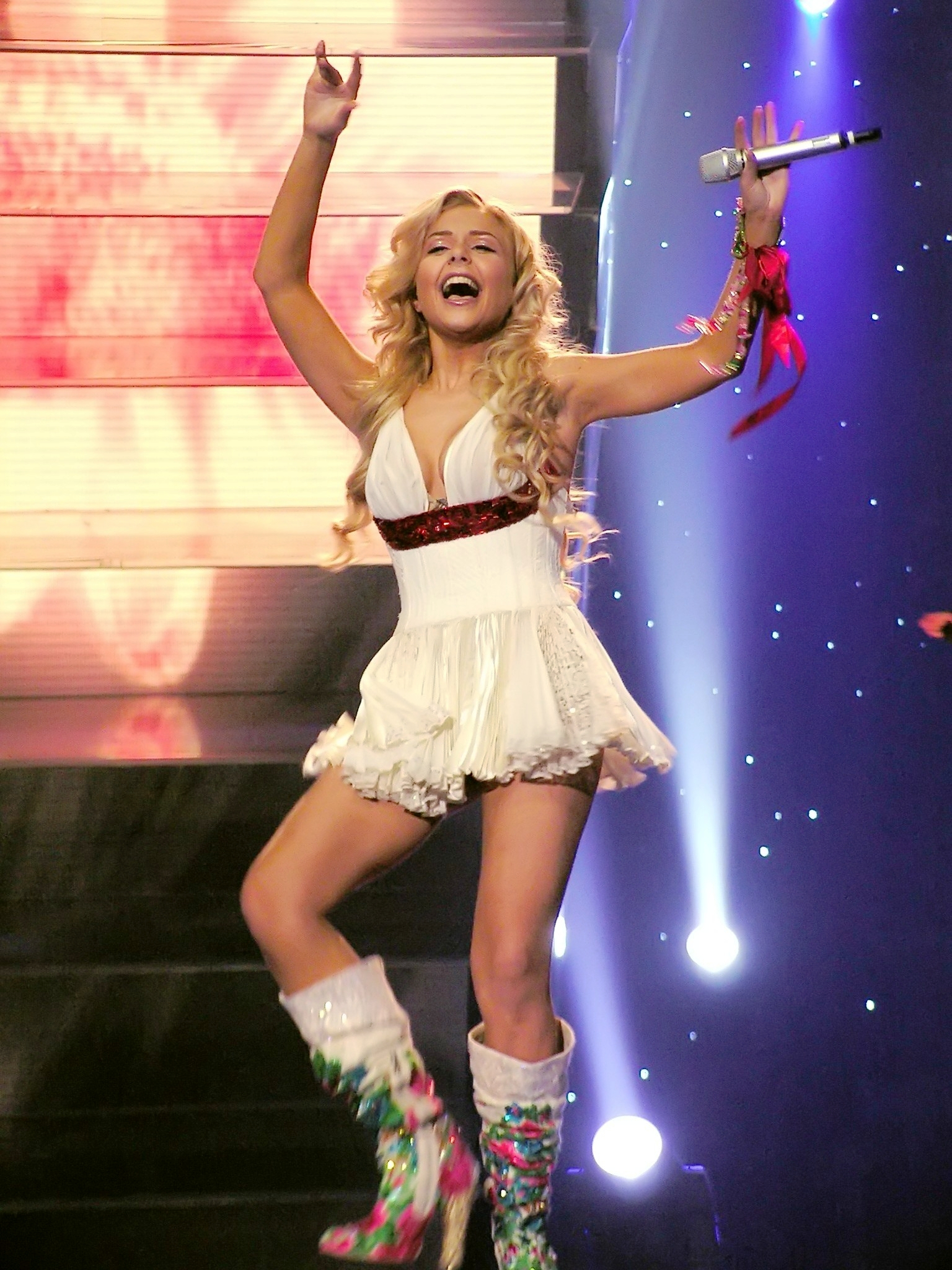
Karol podczas 51. Konkursu Piosenki Eurowizji w Atenach (2006)

W 2005 zajęła drugie miejsce na festiwalu „Nowa Fala” (ukr. „Нова Хвиля”) w Jurmale. Niedługo później przybrała pseudonim Tina Karol. W 2006 z piosenką „I Am Your Queen” wygrała ukraińskie eliminacje eurowizyjne, dzięki czemu została wybrana na reprezentantkę Ukrainy w 51. Konkursie Piosenki Eurowizji w Atenach. Po finale selekcji przearażnowała zwycięski utwór i jako „Show Me Your Love” zaprezentowała go w maju w półfinale konkursu. Dotarła do finału, w którym zajęła siódme miejsce ze 145 punktami na koncie, w tym m.in. z maksymalną notą 12 punktów z Portugalii. W międzyczasie wydała debiutancki album studyjny, również zatytułowany Show Me Your Love. 21 grudnia zaprezentowała drugi album studyjny pt. Noczieńka.
W latach 2006–2007 współprowadziła z Jurijem Horbunowem program rozrywkowy Tanci z zirkamy w 1+1. W 2007 wydała trzeci album studyjny pt. Polus pritiażenija. W 2009 otrzymała tytuł Zasłużonego Artysty Ukrainy. W 2010 wydała album pt. 9 żyzniej.

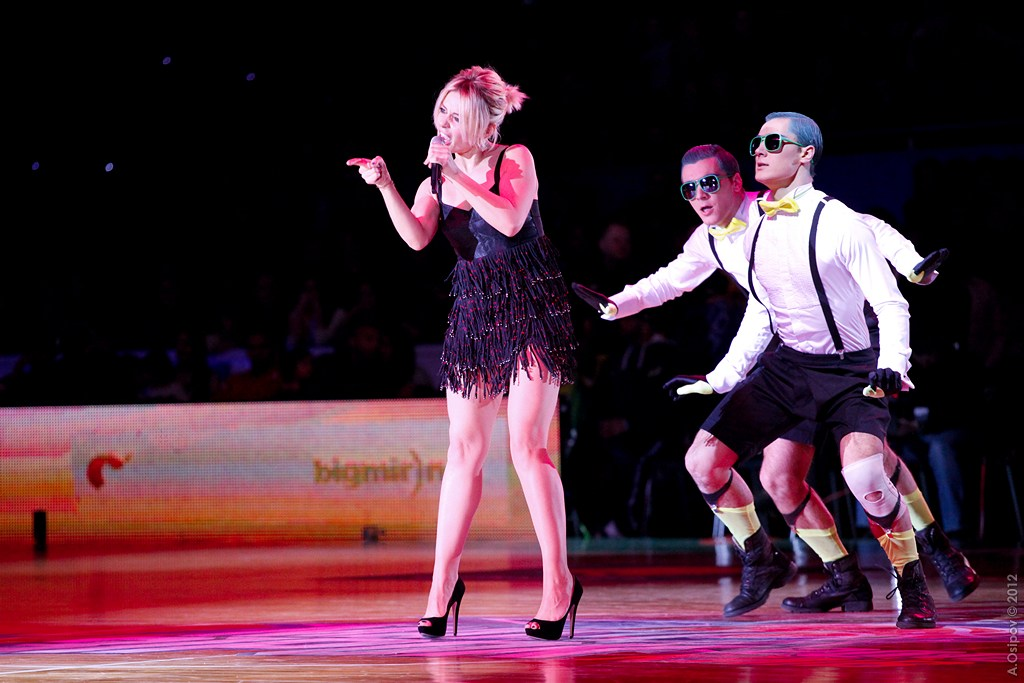
Karol (2012)

Była trenerką w ukraińskiej wersji formatów: The Voice Kids (2012) i Gołos (2013, 2015). W 2014 wydała album pt. Pomniu. W 2015 odebrała nagrodę dla najlepszej piosenkarki na gali wręczenia M1 Music Awards. 16 stycznia 2016 wydała album pt. Koliadky i zagrała główną rolę w musicalu Rizdwiana istoria, a w grudniu otrzymała Złoty Gramofon za utwór „Sdatsia, ty wsiegda uspiejesz” na gali wręczenia M1 Music Awards.
W sierpniu 2017 wydała album pt. Intonaciji i wystąpiła jako gość muzyczny w pierwszym odcinku piątej edycji programu 1+1 Tanci z zirkamy, którego była także współprowadzącą, a w grudniu na gali rozdania M1 Music Awards odebrała nagrodę dla najlepszej piosenkarki i za teledysk roku („Pereczekaty”).
1 marca 2022 uczestniczyła na warszawskim wiecu poparcia dla Ukrainy w związku z rosyjską inwazją. Stworzyła ponadto Międzynarodowe Centrum Informacji Oporu z siedzibą w Warszawie. 12 kwietnia zaśpiewała na stadionie Legii w Polsce podczas meczu charytatywnego „Mecz o pokój” na rzecz Ukrainy.

## Dyskografia
Albumy studyjne
- Show Me Your Love (2006)
- Noczieńka (2006)
- Polus pritiażenija (2007)
- 9 żyzniej (2010)
- Pomniu (2014)
- Koliadky (2016)
- Intonaciji (2017)